# Diego Fabbrini
Diego Fabbrini (* 31. Juli 1990 in San Giuliano Terme) ist ein italienischer Fußballspieler.

## Karriere

### Verein
Fabbrini begann seine Profikarriere in der Jugend des FC Empoli, wo er zwei Jahre später in die Profiabteilung wechselte. In dieser absolvierte er für Empoli in drei Jahren 57 Spiele in der Serie B und schoss drei Tore. 2011 wechselte Fabbrini zum Serie-A-Klub Udinese Calcio. In seiner ersten Saison kam er dort zu 14 Einsätzen.
Zum Ende der Transferperiode im Januar 2013 verpflichtete ihn die abstiegsgefährdete US Palermo.
Im September 2018 wechselte er nach Rumänien zum Erstligisten FC Botoșani.

### Nationalmannschaft
Fabbrini war von 2010 bis 2011 Teil der italienischen U-21-Nationalmannschaft und kam dort regelmäßig zum Einsatz.
Sein erstes und bisher einziges Spiel in der italienischen Fußballnationalmannschaft absolvierte er unter Cesare Prandelli am 15. August 2012 im Freundschaftsspiel gegen England. In diesem wurde er in der 84. Minute für Mattia Destro eingewechselt. Seitdem wurde Fabbrini nicht mehr berücksichtigt.